# Markíza International
Markíza International je program určený pro diváky mimo území SR. Program je zaměřen na vlastní pořady TV Markíza, které mají vysílací práva v Česku, např. seriály Ordinácia v ružovej záhrade, Horná Dolná, Susedia a Chlapi neplačú, zábavné show Kredenc, Jožo Pročko pokúša, Tvoja tvár znie povedome (slovenská verze show Tvoje tvář má známý hlas) a Partička (slovenská verze), dále Teleráno a Televizní noviny.

## Šíření
Program je šířen ve formátu MPEG-4/HD přes satelit Astra 3B u Skylinku a v terestriálním vysílání.Šíří jej i Vodafone tv a další iptv jako např.Antik tv nebo Lepší tv.